# Mysmena vitiensis
Mysmena vitiensis là một loài nhện trong họ Mysmenidae.
Loài này thuộc chi Mysmena. Mysmena vitiensis được Raymond Robert Forster miêu tả năm 1959.